# Draga (gmina Nova Gorica)
Draga – wieś w Słowenii, w gminie miejskiej Nova Gorica. W 2018 roku liczyła 93 mieszkańców. 